# Lech Skolimowski
Lech Skolimowski (ur. 22 marca 1927 w Warszawie, zm. 18 lutego 1980 w Gdańsku) – polski aktor teatralny, filmowy i telewizyjny, prawnik.

## Życiorys
W latach 1946–1948 pracował jako dziennikarz w „Gazecie Lubelskiej”. W 1948–1950 występował, jako recytator, w zespole „żywego słowa” Spółdzielni Wydawniczej „Czytelnik”. Studiował równocześnie na Katolickim Uniwersytecie Lubelskim, gdzie w 1951 ukończył prawo. W 1953 zdał eksternistyczny egzamin estradowy, a w 1958 aktorski.
W latach 1950–1952 i 1954–1955 występował na deskach Teatru im. Juliusza Osterwy w Lublinie, w sezonie 1955/56 grał w Teatrze im. Stefana Jaracza w Olsztynie, w latach 1957–1960 ponownie w Teatrze im. Juliusza Osterwy w Lublinie, w sezonie 1959/60 grał równocześnie w Teatrze Ziemi Lubuskiej w Zielonej Górze. Od 1960 występował w Teatrze Wybrzeże w Gdańsku. Pozostał tam do końca życia – z przerwą w latach 1967–1969 – kiedy pracował jako instruktor jeździectwa w klubie „Start” w Gdyni.
Występował również w Teatrze Telewizji, m.in. w spektaklach: Za tych co na górze Jerzego Jesionowskiego (1966), Zamach Tadeusza Brezy i Stanisława Dygata (1967) oraz Pokusie Jana Pawła Gawlika (1968) – wszystkie w reż. Kazimierza Łastawieckiego, a także w Justynie Elizy Orzeszkowej w reż. Marka Okopińskiego (1974) i w Procesie Alberta Forstera Jacka Kotlicy w reż. Jerzego Afanasjewa (1980).
Zmarł 18 lutego 1980 w Gdańsku i został pochowany na Cmentarzu Łostowickim.

## Filmografia (wybór)
- Krzyżacy (1960) – dwie role: chan tatarski oraz herold wręczający miecze królowi Władysławowi Jagielle
- Koniec naszego świata (1964) – Henryk
- Ostatni kurs (1963) – (kierownik sklepu, w którym pracuje Marysia, narzeczona Kowalskiego)
- Pamiętnik pani Hanki (1963) – uczestnik spotkania
- Koniec naszego świata (1964) – Henryk Bednarek vel Matula
- Gorąca linia (1965) – inżynier Karol Przybora, dyrektor kopalni „Edward"
- Prom (1970) – dyrektor stoczni
- Seksolatki (1971) – mężczyzna w mieszkaniu znajomego Danki
- Hubal (1973)
- Gniazdo (1974)
- Potop (1974) – pułkownik Mirski
- Polskie drogi (serial telewizyjny) (1976) (odc. 4. Na tropie)